# Simion Stoilow
Simion Stoilow, uneori scris Stoilov, (n. 14 septembrie 1887, București, România – d. 4 aprilie 1961, București, România) a fost un matematician român, fondatorul școlii românești de analiză complexă și autor a peste o sută de publicații.
A lucrat ca profesor la Universitatea din București și a fost ales  membru al Academiei Române. Este cunoscut drept creatorul teoriei topologice a funcțiilor analitice. Este totodată creatorul școlii românești de analiză complexă. O stradă din Craiova îi poartă numele. În Gazeta Matematică a publicat articole semnificative privind filosofia matematicii.

## Biografie
Născut în București, și-a petrecut tinerețea la Craiova.  Tatăl său era colonel și luptase la Smârdan în Războiul din 1877.
După ce a studiat la școala elementară „Obedeanu” și la Colegiul Național „Carol I” din Craiova, merge în 1907 la Universitatea din Paris, ca trei ani mai târziu să obțină diploma de absolvent. În 1916 obține doctoratul în matematici sub îndrumarea lui Émile Picard.
În 1916 se întoarce în țară pentru a participa la Primul Război Mondial pe frontul din Dobrogea, apoi din Moldova.
După încheierea conflagrației, în perioada 1919 - 1921 este profesor de matematică la Universitatea din Iași, iar în perioada 1921 - 1939 la Universitatea din Cernăuți.
În 1939 se mută în București, activând mai întâi la Universitatea Politehnica din București, iar din 1941 la Universitatea din București, în perioada 1944 - 1945 fiind rector, iar între 1948 și 1951 decan al Facultăților de Matematică și Fizică.
Este activ și în plan politico-social. Simion Stoilow a fost membru PCR din 1944.Astfel, în perioada 1946 - 1948, a fost ambasador al României în Franța, iar în 1946 este membru al delegației române, conduse de Gheorghe Tătărescu, la Tratatele de pace de la Paris.
În iulie 1947, organizează la Club de Chaillot expoziția "L'art français au secours des enfants roumains", unde participă Constantin Brâncuși, iar Tristan Tzara și Jean Cassou scriu prefața catalogului.
A încetat din viață datorită accident vascular cerebral, fiind incinerat la Crematoriul Cenușa;  până în 1990 rămășițele sale pământești au fost conservate la Mausoleul liderilor comuniști din Parcul Carol I.

## Aprecieri
În 1936 este admis ca membru corespondent al Academiei Române, ca în 1945 să devină membru deplin.
În 1946 a pus bazele Institutului de Matematică, căreia i-a fost și director pentru tot restul vieții.
Printre membrii institutului s-au numărat și studenți de-ai săi ca: Martin Jurchescu, Cabiria Andreian Cazacu, Corneliu Constantinescu, Nicolae Boboc și Aurel Cornea.
Acest institut, închis în 1975 sub regimul comunist, a fost redeschis imediat după căderea acestui regim și îi poartă numele.
Premiul Simion Stoilow este acordat anual de Academia Română celor cu rezultate deosebite în cercetarea matematică.

### Distincții
- Legiunea de Onoare (1928)[13]
- Ordinul Meritul Cultural pentru știință (1934)[13]
- Ordinul „Meritul Cultural” în gradul de Cavaler cl. I, pentru știință (23 septembrie 1942)[15]
- Ordinul Steaua României, Mare ofițer (1946)[13]
- Ordinul Steaua RPR, cl. a II-a (1948), respectiv cl. I (1952)[13]
- Ordinul Muncii clasa I (14 septembrie 1953)[16]
- Ordinul „23 August”, cl. a III-a (1954)[13]
- Premiul de Stat, cl. I (1954)[13]
- Ordinul „Steaua Republicii Populare Romîne” clasa I (23 decembrie 1957) „cu prilejul împlinirii a 70 de ani de la naștere, pentru merite deosebite în domeniul didactic și științific”[17]
- Ordinul „23 August” clasa a III-a (12 august 1959) „pentru activitate rodnică în dezvoltarea științei și culturii din Republica Populară Romînă”[18]

## Scrieri
- Siméon Stoilow, "Sur une classe de fonctions de deux variables définies par les équations linéaires aux dérivées partielles", Thesis, Paris: Gauthier-Villars, VI u. 84 S. 4 (1916). JFM entry
- S. Stoïlow, "Sur les singularités mobiles des intégrales des équations linéaires aux dérivées partielles et sur leur intégrale générale", Annales Scientifiques de l'École Normale Supérieure (3) 36, 235-262 (1919) JFM entry
- Simion Stoïlow, "Leçons sur les principes topologiques de la théorie des fonctions analytiques", Gauthier-Villars, Paris, 1956. MR0082545
- Simion Stoïlow, "Œuvre mathématique", Éditions de l'Académie de la République Populaire Roumaine, Bucharest, 1964. MR0168435